# Roz Chast
Rosalind Chast, dite Roz Chast (née le 26 novembre 1954 à Brooklyn) est une auteure de bande dessinée et dessinatrice américaine active depuis la fin des années 1970. Elle est principalement connue pour son travail au New Yorker, ainsi que pour sa bande dessinée autobiographique  de 2014 Est-ce qu'on pourrait parler d'autre chose ? (Can’t We Talk About Something More Pleasant?), racontant la fin de vie de ses parents.

## Publications en français
- Est-ce qu'on pourrait parler d'autre chose ?, Gallimard, 2015. Sélection officielle du Festival d'Angoulême 2016.

## Récompenses
- 2013 : Prix du dessin humoristique (magazine) de la National Cartoonists Society
- 2014 : Prix de l'autobiographie du National Book Critics Circle pour Est-ce qu'on pourrait parler d'autre chose ?
- 2015 : Prix Reuben pour ses travaux dans The New Yorker